# Неу
Неу́ (фр. Néoux, окс. Neon) — коммуна во Франции, находится в регионе Лимузен. Департамент коммуны — Крёз. Входит в состав кантона Обюссон. Округ коммуны — Обюссон.
Код INSEE коммуны — 23142.

## Население
Население коммуны на 2010 год составляло 299 человек.
| 1962 | 1968 | 1975 | 1982 | 1990 | 1999 | 2010 |
| ---- | ---- | ---- | ---- | ---- | ---- | ---- |
| 505  | 461  | 373  | 339  | 295  | 300  | 299  |

## Экономика
В 2010 году среди 177 человек трудоспособного возраста (15—64 лет) 136 были экономически активными, 41 — неактивными (показатель активности — 76,8 %, в 1999 году было 68,0 %). Из 136 активных жителей работали 129 человек (66 мужчин и 63 женщины), безработных было 7 (5 мужчин и 2 женщины). Среди 41 неактивных 5 человек были учениками или студентами, 26 — пенсионерами, 10 были неактивными по другим причинам.